# Atka Bank
Koordinaten: 70° 30′ S, 9° 0′ W
Die Atka Bank (englisch) ist eine Bank im Südlichen Ozean. Sie liegt vor dem Ekström-Schelfeis an der Prinzessin-Martha-Küste des ostantarktischen Königin-Maud-Lands in einer Meerestiefe von rund 200 m.
Die Benennung erfolgte auf Vorschlag des Vermessungsingenieurs und Glaziologen Heinrich Hinze vom Alfred-Wegener-Institut. Namensgeber ist der Eisbrecher USS Atka, der für die United States Navy mehrfach in der Antarktis im Einsatz war.